# گمینا ومیارکی
گمینا ومیارکی (به لهستانی:  Gmina Wymiarki) یک گمینا در لهستان است که در شهرستان ژاگانی واقع شده‌است.
 گمینا ومیارکی ۶۳٫۰۹ کیلومتر مربع مساحت و ۲٬۴۴۹ نفر جمعیت دارد.